# Leimattbach
Der Leimattbach ist ein 1 Kilometer langer Bach im Baselland. Er mündet westlich von Aesch von rechts in den Klusbach.

## Verlauf
Der Leimattbach entspringt auf einer Höhe von etwa 489 m ü. M. in einem kleinen Wald in der Flur Stellimatt südlich von Pfeffingen BL. Er fließt zunächst gut hundert Meter nordwestwärts durch Waldgelände und vereinigt sich dann in der Flur In der Holle mit einem zweiten östlichen Quellast. Der vereinigte Bach läuft nun in Richtung Norden am Reservoir Hangelimatt vorbei, wird dann auf seiner linken Seite von einem kleinen Zulauf gespeist. Er passiert danach unterirdisch verdolt Pfeffingen und taucht dann etwa einhundertfünfzig Meter nördlich der Ortschaft wieder an der Oberfläche auf. Er fließt nun an der Grenze zwischen den Fluren Bachmat und Bachagger durch einen kleinen Wald und dann durch ein landwirtlich genutztes Gelände. Die Böden sind hier Kalkbraunerden. Sein Weg führt nun durch die namensgebende Flur Leimatt. Der Leimattbach mündet schließlich auf einer Höhe von etwa 335 m ü. M. westlich von Aesch BL in der Flur Brunnmatt von rechts in den Klusbach.

## Charakter
Der Leimattbach ist ein naturnaher Bach. Nur in seinem mittleren Abschnitt ist er eingedolt. Im Sommer ist seine Wasserführung gering.